# Nebrioporus kilimandjarensis
Nebrioporus kilimandjarensis är en skalbaggsart som först beskrevs av Régimbart 1906.  Nebrioporus kilimandjarensis ingår i släktet Nebrioporus och familjen dykare. Inga underarter finns listade i Catalogue of Life.